# Papuana armicollis
Papuana armicollis är en skalbaggsart som beskrevs av Leon Fairmaire 1883. Papuana armicollis ingår i släktet Papuana och familjen Dynastidae. Inga underarter finns listade i Catalogue of Life.